# Terrel Harris
Terrel Harris (nascido em 10 de agosto de  1987) é um jogador de basquete profissional norte-americano que atua pelo Miami Heat da NBA.

## Carreira
Harris começou sua carreira profissional na França com Strasbourg IG, assinando com a equipe em 23 de agosto de 2009. Em nove jogos, teve médias de 6,8 pontos, 1,9 rebotes, 1,7 assistências e 1,1 roubos de bola e acertou 37,5% das tentativas de field goal. Em 7 de janeiro de 2010, Harris assinou com os Red Claws Maine da liga de desenvolvimento da NBA, os Red Claws dispensaram Harris em março de 2010. Até o final de março de 2010, Harris assinou com a equipe do Rio Grande Valley Vipers. Em setembro e outubro de 2011, Harris jogou com EnBW Ludwigsburg de Basketball Bundesliga na Alemanha. Depois de começar a temporada 2011-12 com os Vipers, da NBA D-League, Harris foi convidado para a pré temporada do Miami Heat em 12 de dezembro de 2011. Em 24 de dezembro de 2011, foi anunciado oficialmente que Harris ficaria no Heat. Em 5 de janeiro de 2012, contra o Atlanta Hawks, Harris pegou 14 rebotes, e marcou 9 pontos. Em 6 de abril de 2012, Harris marcou 10 pontos contra o Memphis Grizzlies. Harris ganhou o campeonato da NBA com o Heat em 21 de junho de 2012. Em 4 de julho de 2012, o Heat se recusou a estender o contrato de Harris, tornando-o um agente livre irrestrito. Porém ele re-assinou com o Heat em 11 de setembro de 2012.

## Estatística na NBA
Temporada Regular
| Ano      | Equipe     | GP | GS | MPG  | FG%  | 3P%  | FT%  | RPG | APG | SPG | BPG | PPG |
| -------- | ---------- | -- | -- | ---- | ---- | ---- | ---- | --- | --- | --- | --- | --- |
| 2011-12  | Miami Heat | 22 | 1  | 14.5 | .349 | .205 | .667 | 2.3 | 1.2 | .4  | .1  | 3.6 |
| Carreira |            | 22 | 1  | 14.5 | .349 | .205 | .667 | 2.3 | 1.2 | .4  | .1  | 3.6 |

Playoffs
| Ano      | Equipe     | GP | GS | MPG | FG%  | 3P% | FT%  | RPG | APG | SPG | BPG | PPG |
| -------- | ---------- | -- | -- | --- | ---- | --- | ---- | --- | --- | --- | --- | --- |
| 2012     | Miami Heat | 4  | 0  | 2.5 | .500 | .0  | .750 | .8  | .0  | .0  | .0  | 1.3 |
| Carreira |            | 4  | 0  | 2.5 | .500 | .0  | .750 | .8  | .0  | .0  | .0  | 1.3 |